# Gaulo Galla
Gaulo Galla, Galla Lupanio – doża wenecki od 755 do 756.
Galla doszedł do władzy w czasie, gdy w Wenecji istniały 3 frakcje: frakcja probizantyjska wspierająca silną pozycję doży i bliskie stosunki polityczne z Bizancjum, frakcja profrankijska  popierająca zbliżenie do nowej dynastii panującej w Galii (wrogowie Lombardów i Greków) i frakcja republikańska, która chciała możliwie największej niezależności i pozostawania poza jakąkolwiek obcą sferą wpływów. Galla należał prawdopodobnie do frakcji profrankijskiej. Na tronie był przez rok, po czym został usunięty, oślepiony i zesłany (podobnie jak Teodato). Uważany za założyciela rodziny Barozzi.